# Championnats du monde de cyclo-cross 1986
Navigation
Édition précédente Édition suivante
Les championnats du monde de cyclo-cross 1986 ont lieu les 25 et 26 janvier 1986 à Lembeek en Belgique. Trois épreuves masculines sont au programme.

## Podiums
| Épreuves | Or              | Argent         | Bronze             |
| -------- | --------------- | -------------- | ------------------ |
| Élites   | Albert Zweifel  | Pascal Richard | Hennie Stamsnijder |
| Amateurs | Vito Di Tano    | Ivan Messelis  | Ludo De Rey        |
| Juniors  | Stuart Marshall | Beat Brechbühl | Wim de Vos         |

## Résultats

### Classement des élites
| Pos. | Cycliste           | Pays     | Temps           |
| ---- | ------------------ | -------- | --------------- |
|      | Albert Zweifel     | Suisse   | 1 h 16 min 33 s |
|      | Pascal Richard     | Suisse   | + 0:38          |
|      | Hennie Stamsnijder | Pays-Bas | + 1:15          |
| 4    | Rein Groenendaal   | Pays-Bas | + 3:16          |
| 5    | Martial Gayant     | France   | + 3:44          |
| 6    | Paul De Brauwer    | Belgique | + 4:10          |
| 7    | Beat Breu          | Suisse   | + 4:29          |
| 8    | Frank van Bakel    | Pays-Bas | + 5:16          |
| 9    | Patrice Thévenard  | France   | + 5:26          |
| 10   | Robert Vermeire    | Belgique | + 5:36          |

### Classement des amateurs
| Pos. | Cycliste         | Pays            | Temps           |
| ---- | ---------------- | --------------- | --------------- |
|      | Vito Di Tano     | Italie          | 1 h 08 min 30 s |
|      | Ivan Messelis    | Belgique        | + 1:19          |
|      | Ludo De Rey      | Belgique        | + 1:36          |
| 4    | Hans-Ruedi Büchi | Suisse          | + 2:01          |
| 5    | Damiano Grego    | Italie          | + 2:12          |
| 6    | Alain Daniel     | France          | + 2:26          |
| 7    | Dirk Pauwels     | Belgique        | + 2:26          |
| 8    | Petr Klouček     | Tchécoslovaquie | + 2:37          |
| 9    | Peter Hric       | Tchécoslovaquie | + 2:38          |
| 10   | Huub Kools       | Pays-Bas        | + 2:50          |

### Classement des juniors
| Pos. | Cycliste        | Pays                 | Temps       |
| ---- | --------------- | -------------------- | ----------- |
|      | Stuart Marshall | Grande-Bretagne      | 52 min 05 s |
|      | Beat Brechbühl  | Suisse               | + 0:17      |
|      | Wim de Vos      | Pays-Bas             | + 0:24      |
| 4    | Rudy Nagengast  | Pays-Bas             | + 0:24      |
| 5    | Markus Meier    | Suisse               | + 0:33      |
| 6    | Marc Janssens   | Belgique             | + 0:33      |
| 7    | Kamil Polák     | Tchécoslovaquie      | + 0:33      |
| 8    | Pavel Camrda    | Tchécoslovaquie      | + 0:37      |
| 9    | Jens Schwedler  | Allemagne de l'Ouest | + 1:02      |
| 10   | Tomáš Port      | Tchécoslovaquie      | + 1:14      |

## Tableau des médailles
| Rang | Nation          | Or | Argent | Bronze | Total |
| ---- | --------------- | -- | ------ | ------ | ----- |
| 1    | Suisse          | 1  | 2      | 0      | 3     |
| 2    | Grande-Bretagne | 1  | 0      | 0      | 1     |
| 2    | Italie          | 1  | 0      | 0      | 1     |
| 4    | Belgique        | 0  | 1      | 1      | 2     |
| 5    | Pays-Bas        | 0  | 0      | 2      | 2     |